# Drvo života
 Ovo je glavno značenje pojma Drvo života. Za druga značenja pogledajte Drvo života (razdvojba).
Drvo života označava u religiji drvo znanja koje povezuje Zemlju s nebom i predstavlja kartu božanskih kvaliteta.
Motiv se pojavljuje u brojnim svjetskim religijama i mitovima. U židovskoj kabali Drvo života predstavlja božansku protkanost svega fizičkog i nebeskog.